# Katonai hírszerzés
A katonai hírszerzés és felderítés az ellenfél elsősorban katonai jellegű titkainak megszerzésére irányuló titkosszolgálati hírszerző valamint csapatfelderítő tevékenység. A katonai hírszerző tevékenység egy részét a diplomáciai testületekben tevékenykedő katonai attasék, illetve az ő beosztottjaik végzik, a fogadó államok tudtával, és bizonyos mértékig az „engedélyükkel”. E határok átlépését azonban a katonadiplomaták kiutasításával büntetik. A katonai hírszerzés másik területe teljes mértékben titkos tevékenység, illegális hírszerzés. További fontos része a katonai hírszerzésnek az e célra kiképzett katonai egységek felderítő tevékenysége (csapatfelderítők és mélységi felderítők). A katonai hírszerző tevékenység egyre nagyobb részét végzik technikai eszközökkel, például műholdak, a hírforgalom lehallgatása révén, de az emberi hírszerző tevékenység (HUMINT) továbbra is pótolhatatlan. A katonai felderítés, hírszerzés minden szintű katonai tevékenység és vezetés nélkülözhetetlen feltétele.

## Meghatározása
A Hadtudományi Lexikon szerint:

„katonai hírszerzés: a katonai felderítő szerveknek békében és háborúban, megszakítás nélkül, minden lehetőség felhasználásával folytatott tevékenysége az ellenséges vagy várhatóan ellenséges ország (államkoalíció) katonapolitikai helyzetére, hadigazdasági potenciáljára. fegyveres erőire, valamint a hadszínterekre vonatkozó adatok megszerzése és tanulmányozása céljából. A tevékenységek térsége, a megoldandó feladatok jellege és bevont erők rendeltetése szerint földi, légi, tengeri, kozmikus és különleges felderítés különböztethető meg…”

– Hadtudományi Lexikon, 1995. 642-643. o.

## Terminológiai kérdések
A kémkedés, felderítés és hírszerzés fogalmai szinonimák, egymással helyettesíthetők. Mindazonáltal stilisztikailag és kisebb mértékben tartalmilag is vannak különbségek közöttük.

### Kémkedés
A kémkedés az ellenfél titkainak megszerzésére irányuló tevékenység hagyományos, történelmi elnevezése. A kifejezés pejoratív, erkölcsileg megvetendő bűncselekményre utal, emellett romantikus hangulata is lehet.

### Felderítés
A katonai felderítés ((angolul) military intelligence, (franciául) reconnaissance militaire, (németül) militärische Aufklärung, (oroszul) военная разведка) elsősorban katonai szakkifejezés. A katonai értelmező szótár szerint „olyan rendszabályok és ténykedések összessége, amely az ellenség gazdasági, politikai, katonai helyzetének, a küszöbönálló tevékenységek körzetének és az időjárásnak a megismerésére irányul”. Ez annyiban túlmegy a hírszerzés fogalmán, hogy az adatgyűjtés magába foglalja olyan, általában titoknak nem tekinthető tények megismerését, mint a hadszíntéri terepviszonyok, időjárás és hasonlók.

## Tartalma
A katonai hírszerzés olyan katonai tudományág, amely információgyűjtést és elemzést alkalmaz, hogy útmutatást és irányt adjon a parancsnokok döntéseinek segítéséhez. Ezt a célt úgy érik el, hogy a különböző forrásokból származó adatok értékelését a parancsnokok missziókövetelményei felé irányítják. Annak érdekében, hogy elemzést nyújtsanak, először azonosítják a parancsnok információs követelményeit, amelyeket ezután beépítenek az intelligenciagyűjtésbe, elemzésbe és terjesztésbe.
A tanulmányozottak körébe tartozhat az operatív környezet, az ellenséges, barátságos és semleges erők, a harcműveletek területén a polgári lakosság és más szélesebb körű érdeklődési körök. A hírszerzési tevékenységeket minden szinten, a taktikától a stratégiaiig, a békeidőben, a háborúba való átmenet időszakában és a háború alatt végzik.
A titkosszolgálatok felosztása szerint léteznek katonai jellegű szervezeteket (például Magyarországon a Katonai Nemzetbiztonsági Szolgálat, az Egyesült Államokban a DIA) és „polgári” jellegű szervezetek (Alkotmányvédelmi Hivatal, CIA).
Az információ nem csak napjaink társadalmában játszik fontos szerepet, hiszen már az idők kezdete óta az emberek és gyakorlatilag minden élőlény a rendelkezésére álló információk alapján hajtja végre cselekedeteit. Akinek a birtokában van az információ, az előnyben van másokhoz képest, ezért mindenki arra törekszik, hogy minél gyorsabban, minél több információval rendelkezzen. Ez a folyamat az információ-szerzés, amelyet a társadalmi fejlődéssel párhuzamosan egyre tudatosabban használ az emberiség. Amikor megjelentek az első államok, akkor a közösség biztonsága azt kívánta meg, hogy szemmel tartsák a szomszédokat, kifürkésszék azok ellenséges szándékait. Így az egyén információszerzése mellett a közösség érdekében végzett hírszerzés és kémkedés is kezdetét vette.
Az ezredfordulót követően átalakuló biztonságpolitikai környezet és különösen a terrorizmus térnyerése nemzetközi kitekintéssel a biztonsági, nemzetbiztonsági szolgálatok tevékenységének és képességeinek újragondolását tették szükségessé. Amíg a globális hírszerzési képességeket kiépítő Egyesült Államokban mindez, már a 2001 szeptember 11-én bekövetkezett terrortámadással kezdetét vette, addig Európában az elmúlt évek terrorcselekményei adtak jelentős lendületet az információgyűjtési és elemzési képességek átértékelésének. 2013 után a terrorizmus erősödő jelensége kapcsán a vezető európai államok növelték technikai megfigyelési képességeiket.

## Történeti áttekintés[5]
Az ókori görögöknél a hírszerzés és titkosítás mindenféle megoldásával találkozhatunk, amelyek abban a korban nagyon hasznosnak bizonyultak. A hírek továbbításához számtalan fortélyt alkalmaztak annak érdekében, hogy az információ ne kerüljön jogosulatlanok birtokába. Az egyik leghíresebb és a modern kriptográfiai könyvekben szinte kivétel nélkül megemlített titkosítási megoldás a szkütálé, amelyet a spártaiak vezettek be. Ez volt a világtörténelem első katonai rejtjelkulcsa. Egy lapos tekercs tartalmazta a titkos üzenetet, amely csak úgy vált olvashatóvá, ha a tekercset egy megfelelően vastag pálcára feltekerték. A megfejtés kulcsa a pálca vastagságának ismerete volt (ennek az információnak a címzett birtokában kellett lennie). 
Julius Caesar már kétféle kémet vagy hírszerzőt alkalmazott. Az exploratores a hadsereg kötelékébe tartoztak, és fegyveresen, csoportosan tevékenykedtek, harctéri felderítést végeztek. A speculatores egyénileg, mélyen konspirálva, főleg az ellenfél hátországában végezték hírszerző munkájukat.
Julius Caesar a hivatásos hírszerző és kémszolgálat kiépítése mellett felismerte a titkos üzenetek célba juttatásának veszélyeit, gyengeségeit és kifejlesztett egy rejtjelezési megoldást, amely a mai napig az ő nevét viseli.
Az I. világháború vége már az elektronikus hírközlő rendszerek világa volt, amikor Arthur Scherbius német mérnök kifejleszti Enigma névre keresztelt rejtjelező gépét. A vevő oldalon a titkosított szöveg dekódolása szintén Enigmával történt. Scherbius találmányát a német hadsereg átvette és a II. világháborúban is alkalmazták. Az Enigmát feltörhetetlennek tartották, de végül egy lengyel kódfejtőkből álló csapatnak sikerült megfejteni. Ezek után 1942-től az angolok már tömegesen fejtették meg a német táviratokat. A kriptográfusok által elért eredmény jelentőségét mutatja, hogy Winston Churchill kijelentése: „Nos, hála a minden fronton használt titkos fegyvernek, megnyertük a háborút…”. 
1977-ben három tudós az elődök által lefektetett ismereteket felhasználva kifejlesztette a nyílt kulcsú titkosítást megalapozó RSA algoritmust. Működése a nagy prímszámok és azok összeszorzásával létrejövő még nagyobb számok prímtényezőkre bontásának nehézségén alapul.

## A hírszerzési folyamat
Az hírszerzés folyamatának négy fázisa van: gyűjtés, elemzés, feldolgozás és terjesztés.

### Adatgyűjtés
Az összegyűjtött információ nem válik titkosszolgálati adattá mindaddig, amíg az elemző nem értékeli és ellenőrizte ezt az információt
Gyakori, hogy a nagy országok hírszerző szolgálatai elolvassák az összes ország megjelent folyóiratát, amelyben érdekeltek.
Az ECHELON nevű műholdas lehallgató rendszer a legkülönbözőbb kommunikációs eszközök (telefon, fax, Internet…) lehallgatására alkalmas. Öt ország (USA, Kanada, Ausztrália, Nagy-Britannia és Új-Zéland) együttműködésével épült ki az egész emberiség kommunikációs hálózatának forgalmát figyelő, szigorúan titkos műholdak, földi megfigyelő bázisok, kémhajók és tengeralattjárók integrált rendszere. Az ECHELON a legkorszerűbb hang- és optikai karakterfelismerő rendszereket tartalmazza és olyan kódszavas, illetve kifejezés szótárakon alapuló szövegfelismerőt, amely a kulcsszavak alapján kiválogatott üzenetekre hívja fel a figyelmet. A rendszer célja a terrorizmus megelőzése és elhárítása, egyféle információpajzsként veszi körbe Földünk minden lakosát.

### Elemzés
Az elemzés az ellenfél képességeinek és sérülékenységeinek értékelését foglalja magában. Valódi értelemben ezek fenyegetések és lehetőségek. Az elemzők általában a legkevésbé védett vagy leginkább törékeny erőforrást keresik, amely a fontos katonai képességekhez szükséges.

### Feldolgozás
A kritikus sebezhetőségeket ezután oly módon rögzítik, hogy azok könnyen elérhetők legyenek a tanácsadók és a hírszerző személyzet számára, akik ezt az információt a döntéshozók és harci egységek számára csomagolják.

### Elterjesztés
A feldolgozott hírszerzési információkat adatbázis-rendszereken, közleményeken és tájékoztatókon keresztül terjesztik a különböző döntéshozókhoz.

## A katonai hírszerzés tevékenységi ágai

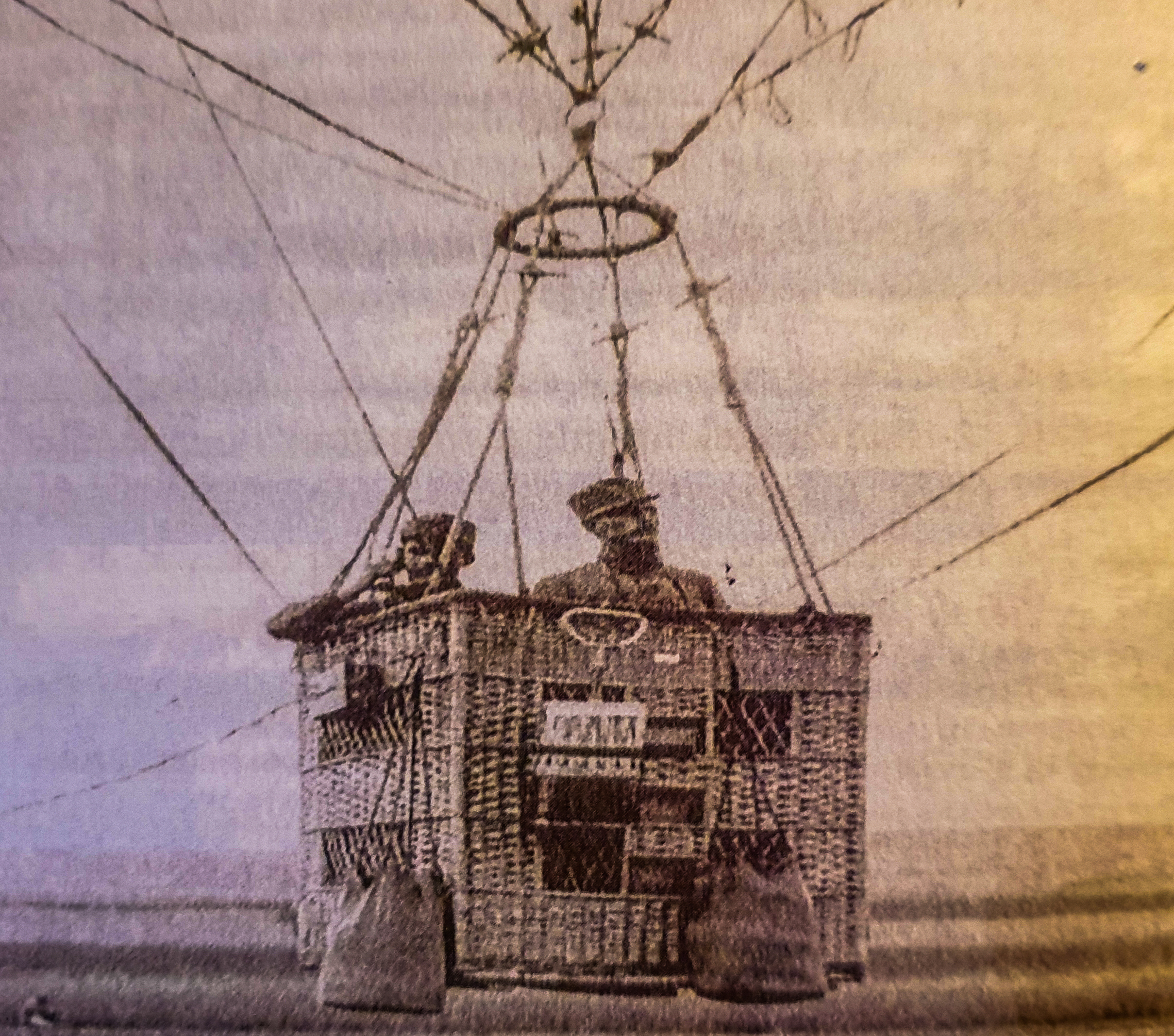
Első világháborús katonai felderítő léggömb gondolája

A 20. század végére kialakult amerikai hírszerzési doktrína a hírszerzés hat fajtáját, hat információgyűjtési típust különböztet meg. (Ezt a felosztást a nemzetközi szakirodalom és részben a mindennapi szóhasználat is széles körben magáévá tette.) Az egymástól egyébként nehezen elválasztható hat fő területet további alágazatokra lehet osztani.
- SIGINT (Signal Intelligence), rádió-elektronikai felderítés
  - COMINT (Communication Intelligence) távközlési felderítés
  - ELINT (Electronic Intelligence) elektronikai felderítés
  - FISINT (Foreign Instrumentation Signals Intelligence) gépi kibocsátású jelek felderítése
- IMINT(wd) (Imagery Intelligence), képanyagok elemzésén alapuló hírszerzési módszer. A képi információ származhat fényképekről, érzékelőkről (infravörös, elektrooptikai vagy radar), valamint műholdakról egyaránt.
- MASINT(wd) (Measurement and Signature lntelligence) különböző típusú mérőműszereket felhasználó, technikai jellegű hírszerzés, amely észleli, beméri, követi, azonosítja és leírja a célforrásra jellemző egyedi tulajdonságokat, mint például egy meghatározott repülő eszköz radarjele vagy a levegőből vett minta vegyi összetétele. Más szóval minden olyan technikai hírszerzés, ami nem sorolható a SIGINT és az IMINT kategóriába.
  - radarfelderítés (RADINT)
  - akusztikus felderítés (ACOUSTINT)
  - nukleáris felderítés (NUCINT)
  - rádiófrekvencia/elektromágneses impulzus felderítés (RF/EMPINT)
  - elektrooptikai felderítés (ELECTRO-OPTINT)
  - lézeres felderítés (LASINT)
  - kémiai és biológiai felderítés (CBINT)
  - infravörös felderítés (IRINT)
- HUMINT(wd) (Human-Source lntelligence) humán hírszerzés, emberi erőforrások felhasználásával folytatott hagyományos hírszerzés, kémkedés
- OSINT (Open-Source Intelligence) nyílt forrású hírszerzés, azaz nyilvános adatok elemzése hírszerzési céllal
- GEOINT(wd) (Geospatial Intelligence) térinformatikai hírszerzés

A magyar szakirodalom szerint a katonai felderítés a tevékenység helyszíne szerint lehet
- szárazföldi
- légi
- tengeri
- kozmikus;

az információszerzés módszere szerint pedig lehet
- illegális, azaz ügynöki, fedett pozícióból folytatott
- legális, azaz katonadiplomáciai pozícióból, katonai attasék révén folytatott
- rádiótechnikai eszközökkel végzett
- harcászati-hadműveleti erők (csapatfelderítők, mélységi felderítők) által folytatott
- tüzérségi (a célok meghatározása és a tüzelés eredményességének ellenőrzése)
- műszaki
- vegyi és radiológiai
- meteorológiai.